# Arrondissement de Redon

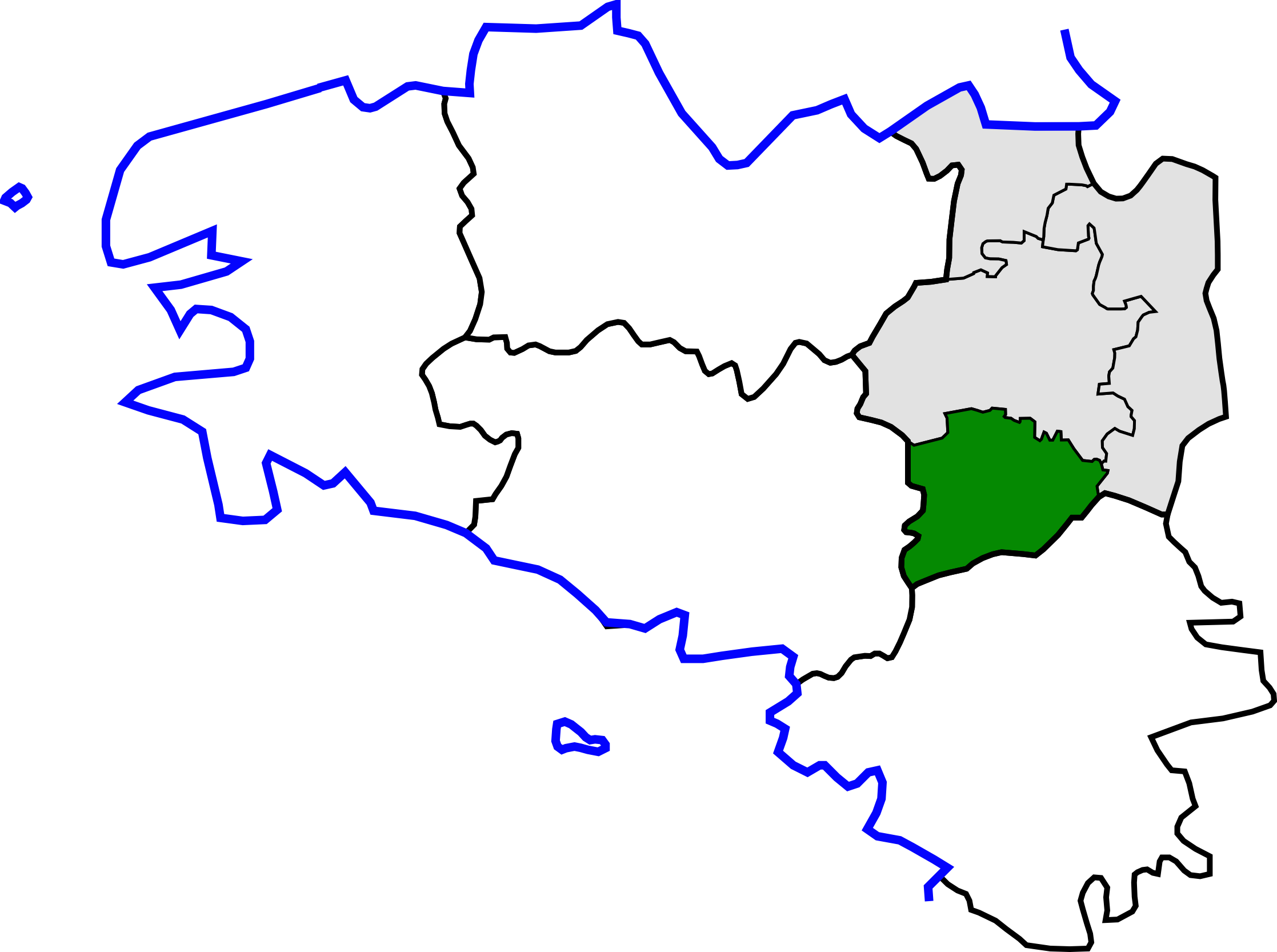
Situation du territoire de l’arrondissement.

L'arrondissement de Redon est une division administrative française située dans le département d'Ille-et-Vilaine et la région Bretagne.

## Composition

### Composition jusqu'en 2016
Liste des cantons de l’arrondissement de Redon (découpage d'avant 2015) :
- canton de Bain-de-Bretagne ;
- canton de Grand-Fougeray ;
- canton de Guichen ;
- canton du Sel-de-Bretagne ;
- canton de Maure-de-Bretagne ;
- canton de Pipriac ;
- canton de Redon.

### Composition depuis 2017
La composition de l'arrondissement est modifiée par l'arrêté du 23 décembre 2016 prenant effet au 1er janvier 2017.
Au 1er janvier 2024, l'arrondissement groupe les 50 communes suivantes :
1. Bain-de-Bretagne
2. Bains-sur-Oust
3. Baulon
4. La Bosse-de-Bretagne
5. Bourg-des-Comptes
6. Bovel
7. Bruc-sur-Aff
8. Les Brulais
9. Chanteloup
10. La Chapelle-Bouëxic
11. La Chapelle-de-Brain
12. Comblessac
13. La Couyère
14. Crevin
15. La Dominelais
16. Ercé-en-Lamée
17. Goven
18. Grand-Fougeray
19. Guichen
20. Guignen
21. Guipry-Messac
22. Lalleu
23. Langon
24. Lassy
25. Lieuron
26. Lohéac
27. Loutehel
28. Mernel
29. La Noë-Blanche
30. Pancé
31. Le Petit-Fougeray
32. Pipriac
33. Pléchâtel
34. Poligné
35. Redon
36. Renac
37. Sainte-Anne-sur-Vilaine
38. Saint-Ganton
39. Saint-Just
40. Saint-Malo-de-Phily
41. Sainte-Marie
42. Saint-Séglin
43. Saint-Senoux
44. Saint-Sulpice-des-Landes
45. Saulnières
46. Le Sel-de-Bretagne
47. Sixt-sur-Aff
48. Teillay
49. Tresbœuf
50. Val d'Anast

## Démographie
En 2022, l'arrondissement comptait 105 773 habitants.
| 1968   | 1975   | 1982   | 1990   | 1999   | 2006   | 2011    | 2016    | 2021    |
| ------ | ------ | ------ | ------ | ------ | ------ | ------- | ------- | ------- |
| 66 819 | 68 089 | 71 784 | 75 695 | 81 106 | 94 478 | 103 209 | 102 157 | 104 882 |

| 2022    | - | - | - | - | - | - | - | - |
| ------- | - | - | - | - | - | - | - | - |
| 105 773 | - | - | - | - | - | - | - | - |

## Sous-préfets
| Période           | Période           | Identité                   | Fonction précédente                                                              | Observation                                                                          |
| ----------------- | ----------------- | -------------------------- | -------------------------------------------------------------------------------- | ------------------------------------------------------------------------------------ |
|                   |                   |                            |                                                                                  |                                                                                      |
| 26 juin 1832      | 6 juin 1840       | René Fresneau              | Membre de la commission administrative d'Ille-et-Vilaine                         | Nommé sous-préfet de Cambrai                                                         |
|                   |                   |                            |                                                                                  |                                                                                      |
| 30 décembre 1877  | 15 février 1885   | Léon Bruman                | Avocat à la cour d'appel de Paris                                                | Nommé sous-préfet de Saint-Malo                                                      |
| 15 février 1885   | 22 mars 1889      | Louis Gaignière            |                                                                                  | Nommé sous-préfet de Bagnères-de-Bigorre                                             |
| 22 mars 1889      | 18 mars 1895      | Léon Tourly                |                                                                                  | Nommé administrateur au Congo français                                               |
| 18 mars 1895      | 13 octobre 1896   | Armand Bernard             | Secrétaire général de la préfecture des Basses-Alpes                             | Nommé sous-préfet de Pithiviers                                                      |
|                   |                   |                            |                                                                                  |                                                                                      |
| 13 octobre 1896   | 7 avril 1901      | Léon Amiel                 | Sous-préfet de Bellac                                                            | Nommé sous-préfet de Guelma (Constantine)                                            |
| 7 avril 1901      | 30 décembre 1905  | Victor Meignan             | Sous-préfet de Ribérac                                                           | Nommé Receveur particulier des Finances                                              |
| 30 décembre 1905  | 24 juillet 1907   | Sylvestre Schneider        | Sous-préfet de Sisteron                                                          | Nommé sous-préfet du Vigan                                                           |
| 24 juillet 1907   | 24 décembre 1907  | Jean Arnaud                | Sous-préfet du Vigan                                                             | Mis en disponibilité                                                                 |
| 24 décembre 1907  | 21 juillet 1909   | Eugène Moury-Muzet         | Sous-chef de cabinet du ministre du travail René Viviani                         | Nommé sous-préfet de Lavaur                                                          |
| 21 juillet 1909   | 4 mars 1920       | Georges Lacouloumère       |                                                                                  | Nommé sous-préfet de Confolens                                                       |
| 27 mars 1920      | 22 octobre 1920   | Hugues Destailleur         | Secrétaire général de la préfecture des Deux-Sèvres                              | Nommé secrétaire général de la préfecture de Loir-et-Cher                            |
| 22 octobre 1920   | 20 février 1921   | Louis Aubert               | Secrétaire général de la préfecture de Loir-et-Cher                              | Nommé sous-préfet de Bayeux                                                          |
| 20 février 1921   | 8 septembre 1924  | Gaston Fraigniaud          | Sous-préfet de Bar-sur-Seine                                                     | Retraite                                                                             |
| 8 septembre 1924  | 6 août 1926       | Emile Maljean              | Secrétaire général de la préfecture du Cantal                                    | Nommé sous-préfet de Pont-l'Evêque                                                   |
| 20 novembre 1926  | 26 mai 1930       | Jean Défossé               | Sous-préfet de Lure                                                              | Nommé sous-préfet de Fougères                                                        |
| 26 mai 1930       | 28 décembre 1931  | Christian Chulliat         | Secrétaire général de la préfecture d'Eure-et-Loir                               | Nommé secrétaire général de la préfecture de l'Orne                                  |
| 28 décembre 1931  | 20 avril 1935     | Alphonse Le Gentil         | Sous-préfet de Corte                                                             | Nommé secrétaire général de la préfecture de Meurthe-et-Moselle                      |
| 20 avril 1935     | 8 mars 1937       | Jean Fauconnier            | Chef de cabinet du préfet de Meurthe-et-Moselle                                  | Nommé sous-préfet de Commercy                                                        |
| 8 mars 1937       | 16 août 1938      | Roland Bechoff             | Attaché au cabinet du Ministre de l'intérieur Marx Dormoy                        | Nommé chef adjoint de cabinet du Ministre de l'air Guy La Chambre                    |
| 16 août 1938      | 3 septembre 1939  | Marcel Chapron             | Chef de cabinet du préfet de la Meuse                                            | Nommé directeur de cabinet du préfet d'Ille-et-Vilaine à titre intérimaire           |
| 9 septembre 1939  | 31 mai 1940       | Pierre Lassuze             | Conseiller de préfecture au conseil de préfecture interdépartemental de Rennes   | Nommé conseiller de préfecture au conseil de préfecture interdépartemental de Rennes |
|                   |                   |                            |                                                                                  |                                                                                      |
| 1er février 1958  | 12 avril 1961     | Pierre Manière             | Directeur de cabinet du préfet de Bône                                           | Nommé secrétaire général de la préfecture d'Eure-et-Loir                             |
|                   |                   |                            |                                                                                  |                                                                                      |
| 1967              |                   | Jean-Louis Dufeigneux      |                                                                                  |                                                                                      |
|                   |                   |                            |                                                                                  |                                                                                      |
|                   | 17 décembre 1990  | Jacques Augustin           |                                                                                  |                                                                                      |
| 29 mars 1991      | 18 février 1994   | Jean-Paul Briseul          | Conseiller de tribunal administratif                                             | Nommé sous-préfet de Fontenay-le-Comte                                               |
|                   | 9 avril 1996      | Claude Deulin              | Conseiller de chambre régionale des comptes                                      |                                                                                      |
| 10 juin 1996      | 2 juillet 1999    | Jacques Millet             | Sous-préfet de Guebwiller                                                        |                                                                                      |
| 13 septembre 1999 | 6 août 2002       | Michel Le Cam              |                                                                                  | Nommé sous-préfet de Neufchâteau                                                     |
| 9 janvier 2003    |                   | Philippe Jaumouillié       | Commissaire délégué de la République pour la province Nord en Nouvelle-Calédonie |                                                                                      |
|                   | 19 septembre 2008 | Philippe Malizard          |                                                                                  | Nommé secrétaire général de la préfecture de l'Indre                                 |
| 19 septembre 2008 | 30 septembre 2011 | Jean-Michel Bruneau        | Sous-préfet de Lisieux                                                           |                                                                                      |
| 2 novembre 2011   | 6 janvier 2014    | Jean-Jacques Narayaninsamy | Sous-préfet de La Châtre                                                         | Nommé sous-préfet du Marin                                                           |
| 6 janvier 2014    | 13 septembre 2017 | Guy Tardieu                | Sous-préfet de Cognac                                                            |                                                                                      |
| 13 septembre 2017 |                   | Jacques Ranchere           | Secrétaire général de la préfecture de Lot-et-Garonne                            |                                                                                      |